# Noxa
Noxa var inom romersk rätt en skada som åsamkats någon av en annans barn, en slav eller djur. Ägaren kunde befria sig från ansvar för skadan genom att överlämna barnet, slaven eller djuret till den skadelidande, noxæ datio.
Noxa, som betyder just "skada" på latin, är också en äldre medicinsk term som avser den faktor som vållar skada eller sjukdom.